# PGC 43205
LEDA/PGC 43205 ist eine irreguläre Zwerggalaxie vom Hubble-Typ dIrr im Sternbild Jungfrau nördlich der Ekliptik. Sie ist schätzungsweise 43 Millionen Lichtjahre von der Milchstraße entfernt und hat einen Durchmesser von etwa 10.000 Lichtjahren. Vom Sonnensystem aus entfernt sich das Objekt mit einer errechneten Radialgeschwindigkeit von näherungsweise 1.000 Kilometern pro Sekunde. Gemeinsam mit NGC 4688 bildet sie das gravitativ gebundene Galaxienpaar Holm 461.
Im selben Himmelsareal befinden sich unter anderem die Galaxien PGC 43159, PGC 43215, PGC 43338, PGC 3092181.